# Balneario de Nuestra Señora de la Palma y del Real
El edificio de Balneario de Nuestra Señora de la Palma y del Real, inaugurado en 1926, se caracteriza por su ubicación sobre la Playa de La Caleta en el municipio de Cádiz (España) y por sus largas galerías laterales que parecen abrazar el mar. Está catalogado como Bien de Interés Cultural. 
Fue inaugurado en 1926 y sustituía a los tradicionales Baños del Real, instalación de madera que existía ya a comienzos del siglo XIX, junto a los que también se situaban los de la Palma, de estructura similar, que posteriormente fueron unificados bajo la denominación del Real y de la Palma.
Actualmente es de uso administrativo, siendo la sede del Centro de Arqueología Subacuática del Instituto Andaluz del Patrimonio Histórico.

## El Proyecto
El mal estado de las barracas llevó a que la Diputación convocase en 1924 un concurso para construir un nuevo balneario. Con este proyecto se pretendía ofrecer una alternativa de ocio, de playa y baños de mar a la población que habitaba en el casco antiguo evitándole las molestias y gastos que le suponía trasladarse a la playa del Balneario Reina Victoria.
Entre los concursantes se encontraba el prestigioso arquitecto Juan Talavera, pero la propuesta elegida fue la de Enrique García Cañas. Sobre ella trabajó el arquitecto provincial Juan José Romero Aranda, que introdujo algunas modificaciones. Al parecer, también introdujo modificaciones el contratista de las obras, ingeniero y constructor Alberto Levenfeld Spencer.
Según el arquitecto Juan José Jiménez: 
"...La expresión de la estructura de hormigón armado, manifestada al exterior sin ocultamientos, cuando lo habitual era esconderla bajo la decoración, es un significativo avance hacia la estética del Movimiento Moderno".
El edificio se implanta en el sitio con una gran sensibilidad: apoyado en su totalidad sobre finos pilares, empotrados en la arena, de tal manera que la marea alta los baña, formando un semicírculo abierto al mar, hacia el horizonte de poniente donde se destaca el castillo y faro de San Sebastián. Este semicírculo se separa de la línea de la muralla de la ciudad, no ocultándola ni desvirtuándola. El acceso al edificio se hace desde el ligero pabellón de ingreso, a través de un puente tendido sobre la arena. 
La forma semicircular abierta, presente en edificios clásicos (Praeneste, Palladio, Royal Crescent), recuerda, además, a los balnearios de Brighton, que también tiene su eco en algunas formas (las cúpulas). Es esta forma creciente la que origina la poderosa imagen del edificio, tan arraigada en la ciudad y en los gaditanos, formando parte de la fachada de la ciudad hacia el mar, visible desde el camino del faro.
La decoración oscila entre al art-nouveau y conceptos regionalistas, que por su contención no llegan a competir con la estética industrial moderna del artefacto de hormigón armado. Quizás la mayor empoción que produce su arquitectura se debe al contraste entre lo descarnado y directo del hormigón armado, la nueva técnica de moldeo del siglo XX, y la delizadeza con la que se implanta en el sitio.
Diario de Cádiz, 7 de enero de 1991

## El Edificio

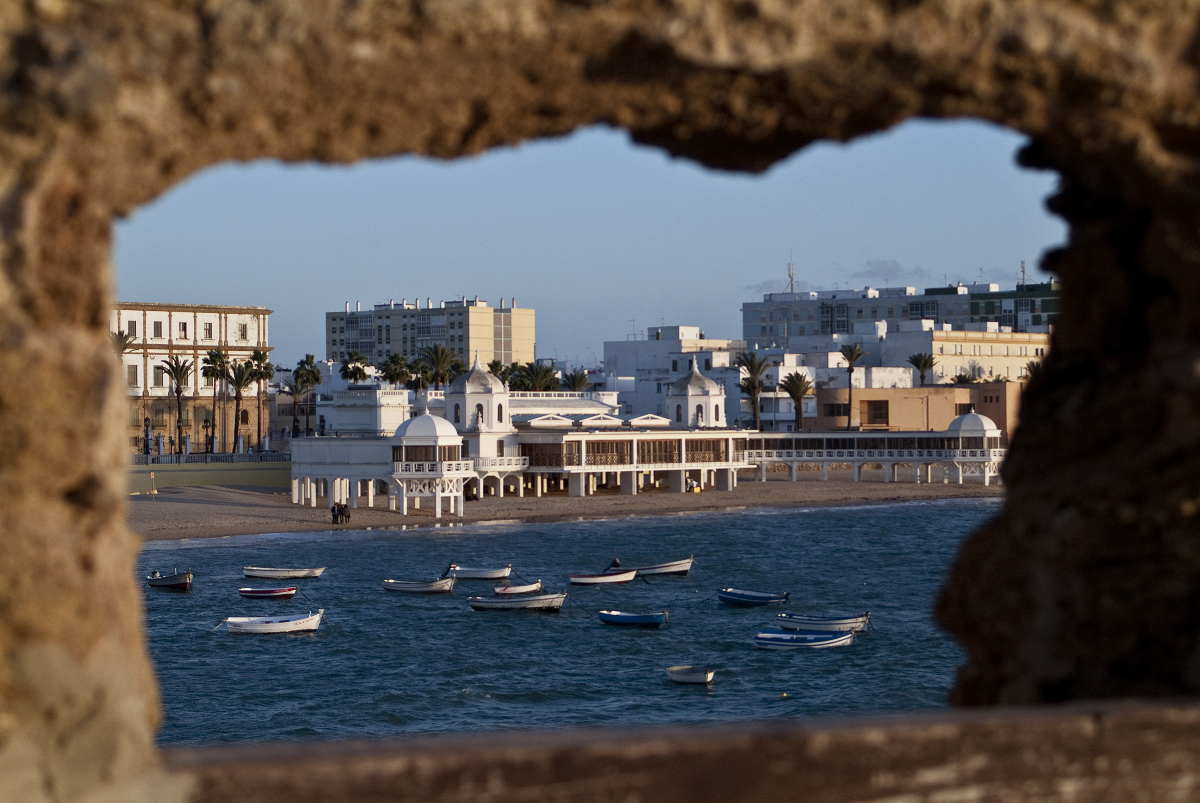

Se trata de una construcción en hormigón armado que cuenta con dos núcleos bien diferenciados:
- El pabellón de acceso, levantado sobre la muralla.
- El balneario propiamente dicho, construido sobre pilares en la misma playa.

Consta de una zona central flanqueada por torres rematadas por cúpulas bulbosas, desde la que parten dos alas curvas, en cuyos extremos se abren pabellones cubiertos por cúpulas. En todo el conjunto es evidente la influencia modernista, aunque también es evidente el historicismo oriental, típico de los balnearios ingleses. Presenta escasos elementos decorativos, destacando el panel de azulejos que representan a la Virgen de la Palma, pintados por Juan Ruiz de Luna.

## Historia
Su uso como balneario fue abriéndose a otros fines en función del progresivo abandono de la utilización de este tipo de instalaciones. Entre 1936 y 1943 alojó una Escuela de Flechas Navales. También sirvió como sala de proyecciones. 
En 1958 la Diputación Provincial transfirió la titularidad del Balneario de la Palma a un empresario, José Paredes González de la Torre, que a partir de entonces lo dedicó tanto a actividades relacionadas con el baño como a su explotación como local para la celebración de banquetes, fiestas, etc. 
En 1975 se elabora un proyecto para modernizar las instalaciones y adaptarlo mejor a sus usos de hostelería. El principal objeto del proyecto era la potenciación del uso del edificio con independencia de las actividades playeras, en la planta principal, para lo que se proyectó una remodelación de los salones que permitiera grandes banquetes, congresos, exposiciones, actividades culturales, espectáculos, etc. Este proyecto, finalmente, no se llevó a cabo por no contar finalmente con las autorizaciones necesarias. 
El progresivo deterioro de la estructura del inmueble debido a la baja calidad del hormigón llevó a su abandono en 1975, quedando el Balneario en gran parte derruido con la consecuente aceleración de su degradación. Tal situación desató la polémica en torno a la conveniencia de recuperarlo o derribarlo definitivamente, asunto que quedó zanjado con la declaración como Bien de Interés Cultural (BIC) en el año 1990 por la Consejería de Cultura de la Junta de Andalucía. Iniciados los trámites para su rehabilitación se barajaron varias posibilidades en cuanto a su destino final. A modo de ejemplo, se estudió la posibilidad de construir una piscina cubierta. Esta propuesta novedosa entonces en Cádiz, era en cierta forma una restauración también del uso del Balneario y su rentabilidad estaba asegurada como se comprobó por estudios económicos que se realizaron. Se desconoce si el rechazo municipal al proyecto se debió a causas políticas o a argumentos consistentes. El destino del edificio volvió a quedar en suspenso una buena temporada, y la Consejería optó por la ejecución de obras de emergencia, apuntalamiento y consolidaciones puntuales a la espera de una definición del proyecto. Finalmente se decidió un uso administrativo, convirtiéndose desde entonces en sede del Centro de Arqueología Subacuática del Instituto Andaluz del Patrimonio Histórico.

## Restauración
Las obras de restauración se centraron en los elementos más significativos que aún quedaban en pie es decir, los torreones centrales, los pabellones hexagonales extremos de las alas, y toda la crujía de fachada, así como el pabellón de entrada. La reconstrucción se centró en las alas, pues nada quedaba en ellas de interés. Todos los elementos arquitectónicos habían desaparecido o habían sido sustituidos y la estructura estaba desfigurada por los refuerzos ejecutados en los años 70. Finalmente la obra nueva se ejecutó en la zona central delimitada por las restauraciones encajando pórticos de grandes luces con la estructura de las crujías de cabecera.
Los elementos ornamentales, balaustradas, columnas y remates, se reconstruyeron a partir de fotografías de la época de la construcción del edificio prefabricándolas en taller, conectadas a la estructura con placas de anclaje.
El proyecto de restauración fue llevado a cabo por los arquitectos Antonio Martín Molina, Montserrat Díaz Recaséns y José María Prieto Gracia.